# Cojín cilíndrico

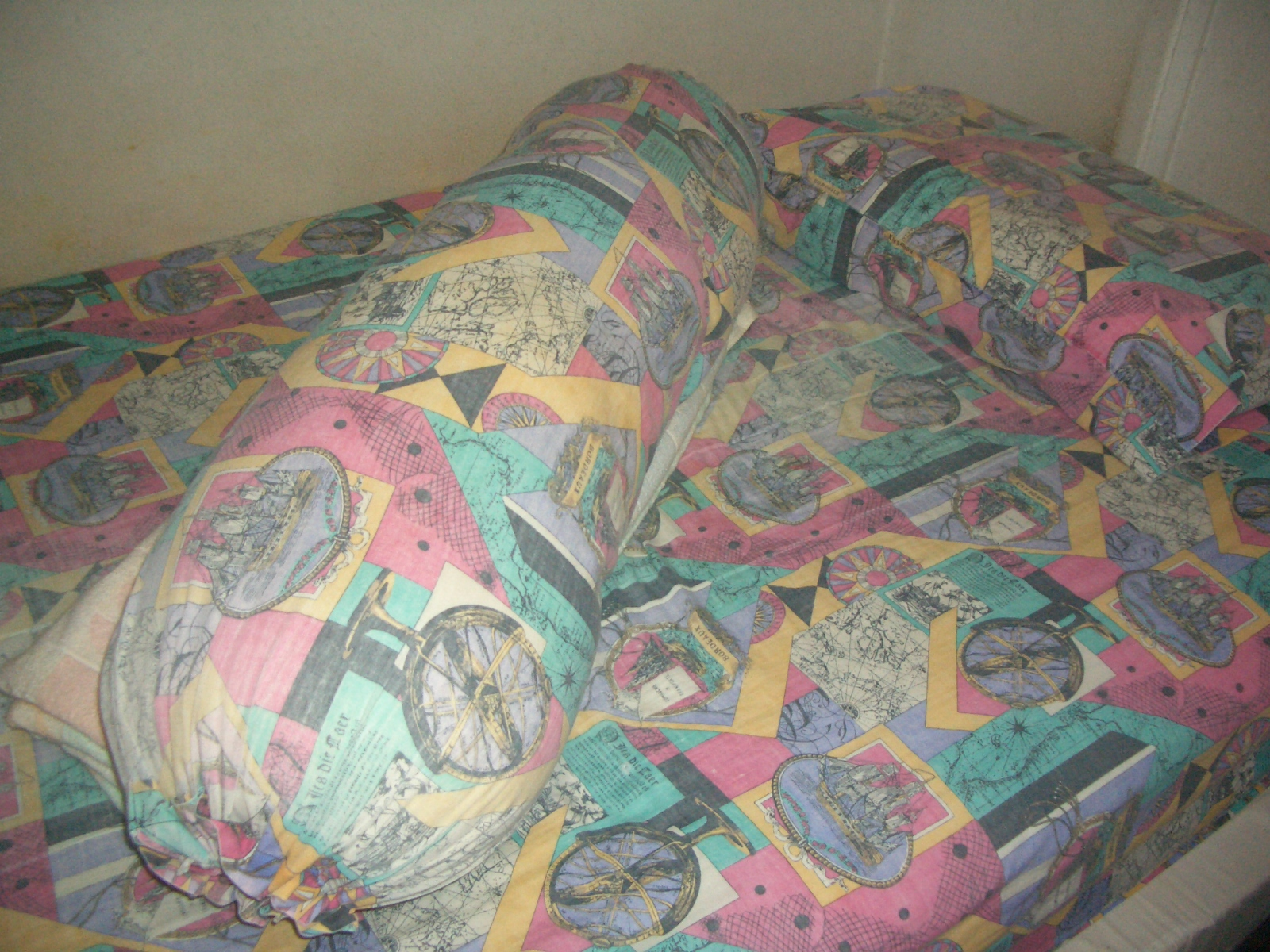
Cama con faceruelo (derecha) y cojín cilíndrico (izquierda)

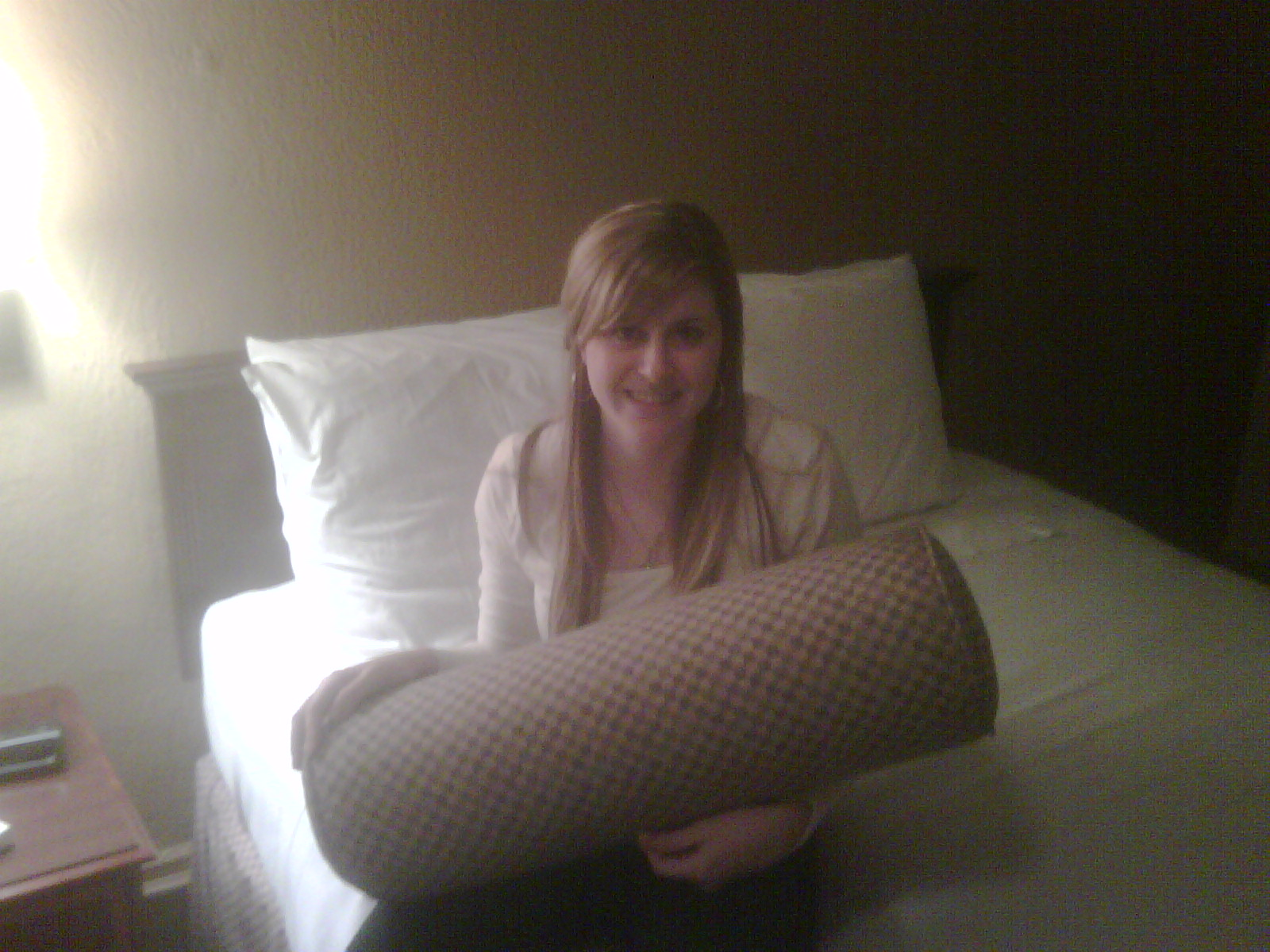
Un cojín cilíndrico

Un cojín cilíndrico o abrazador (en Filipinas) es un tipo de cojín largo y angosto relleno de plumón, fibra, etc . Los cojines cilíndricos suelen ser firmes para apoyar la espalda o los brazos o para aplicaciones decorativas. No tienen un tamaño o forma estándar y comúnmente tienen una cremallera o cierre de velcro . A veces se usa un inserto de espuma para soporte adicional. Un refuerzo también se conoce como cojín rulo, faceruelo y accesorio . Un cojín cilíndrico es una forma común para los faceruelos de encaje .

## Etimología
La palabra proviene del latín *coxīnum, de coxa 'cadera' y del griego κυλινδρικός kylindrikós.[cita requerida]

## Sudeste y sur de Asia
En los países del Sudeste Asiático, en particular Vietnam, Filipinas, Indonesia, Camboya, Malasia, Myanmar, Singapur y Tailandia, el cojín cilíndrico está diseñado para ser abrazado al dormir. En Vietnam, se conoce como 𩠴掩 (gối ôm, 'cojín para abrazar') o pillowy , mientras que en Filipinas, el dantayan tradicional también se conoce coloquialmente como 'faceruelo de perros calientes', o abrazador, para los hispanohablantes filipinos. Los camboyanos lo llaman ខ្នើយអោប , que se traduce directamente como 'faceruelo de abrazo'. Los malayos lo llaman bantal peluk ('faceruelo de abrazo'), y los indonesios lo llaman guling ('faceruelo enrollable'). En Indonesia, también se la conoce coloquialmente como esposa holandesa . En Tailandia, se conoce como หมอนข้าง (monkhang); หมอน (mon) significa 'faceruelo' y ข้าง (khang) significa 'al lado'.'[cita requerida]
En India y Pakistán, un tipo de cojín cilíndrico se conoce como lode (en marathi ), gao-takkiya, masnad masland o paash-baalish/kol-baalish (en bengalí ), y se usa para apoyar la espalda además de abrazar durante dormir.

## En el Este de Asia
En China, se llama bàozhěn en mandarín ( simplificado :抱枕, 'faceruelo para abrazar'), mientras que en cantonés se conoce como laam2 zam2 ( tradicional :攬枕; pinyin : lǎn zhěn ).'[cita requerida]
Los cojines cilíndricos se llaman dakimakura (抱き枕) en Japón . La tradición sugiere que una esposa fabricaría el cojín hecho de bambú y se lo daría a su esposo cuando viajaba fuera de casa para que no se sintiera solo por la noche, de ahí los términos alternativos esposa de bambú, esposa holandesa o chikufujin (竹夫人 . ). Se cree que este tipo de cojín fue inventado por los colonialistas holandeses, por lo que también se la conoce como esposa holandesa .
En Corea, se le conoce como jukbuin ( 죽부인 ), de las palabras juk ('bambú') y puin ('esposa'). Un jukbuin se usa en los meses de verano para refrescarse mientras se duerme, ya que su construcción hueca con finas tiras de bambú permite que el aire fluya a través del cojín. Una persona envuelve firmemente sus brazos y piernas alrededor del jukbuin mientras duerme.

## En los países occidentales
En los países occidentales, generalmente se coloca un cojín cilíndrico en la cabecera de la cama y funciona como soporte para la cabeza o la parte inferior de la espalda, o como soporte para los brazos en muebles con lados altos y rígidos. Los cojines cilíndricos también se utilizan como protectores en las cunas y para descansar en el suelo de las habitaciones familiares y de los niños.'[cita requerida]
En los Estados Unidos, los cojines para el cuerpo se parecen a los cojines y están diseñadas para abrazarlos al dormir.'[cita requerida]
En Dinamarca y Noruega, se llama pølle .
En Francia, se llama traversin o polochon y se usa principalmente como faceruelo, especialmente por los ancianos en las zonas rurales, pero también para los campamentos de verano.'[cita requerida]